# サージェント・ペットサウンズ・ロンリー・ハーツ・クラブ・バンド
『サージェント・ペットサウンズ・ロンリー・ハーツ・クラブ・バンド』（Sgt. Petsound's Lonely Hearts Club Band）は、クレイトン・カウンツのリミックス・アルバム。ビートルズのアルバム『サージェント・ペパーズ・ロンリー・ハーツ・クラブ・バンド』とザ・ビーチ・ボーイズのアルバム『ペット・サウンズ』を楽曲ごとにマッシュアップした作品で、パッケージ上では「The Beachles」（ザ・ビーチルズ）という名義が使用されている。

## 背景
ザ・ビーチ・ボーイズのアルバム『ペット・サウンズ』の発売40周年を迎えた2006年、クレイトン・カウンツが自身のブログ上で『サージェント・ペットサウンズ・ロンリー・ハーツ・クラブ・バンド』を公開。本作は、ビートルズのアルバム『サージェント・ペパーズ・ロンリー・ハーツ・クラブ・バンド』とザ・ビーチ・ボーイズのアルバム『ペット・サウンズ』からボーカルとインストゥルメンタルのトラックを抜き出し、それぞれの収録曲ごとにマッシュアップした作品となっている。
9月8日頃、カウンツはEMIの弁護士から本作の配信に関する停止命令を受ける。カウンツのブログによると、レーベル側は多数の停止通知書を送っていて、その中で「ビーチルズのマッシュアップ作品およびその他のマッシュアップ作品の配信停止」「現時点でのマッシュアップ作品に関する情報（ダウンロードやストリーミングが行なわれた日時、ダウンロード回数およびストリーミング再生数、ダウンロードおよびストリーミング再生した人物のIPアドレス）の提示」を要求されたとのこと。カウンツはマッシュアップ作品の削除を行なったが、IPアドレスの提示を拒否。また、ブログ上で「BOYCOTT EMI / CAPITOL RECORDINGS!」と題した反論を行ない、「Fuck EMI.」と題した新曲の配信を開始。
カウンツは、停止命令を受けて以降も、トラッカーサイト「isoHunt」へのリンクをアルバムのダウンロードを行えるサイトとして提示していた。

## 評価
『EW.com』のゲイリー・ズースマンは、マッシュアップにあたり楽曲どうしのリズムやキーを揃えようとしていないことを引き合いに、「出来上がった作品は、難解でフリー・ジャズのようなクオリティで、（オリジナルの2作品による音の実験に対する敬意を表しているという点で）啓発的かつ頭痛のするようなものになっている。とにかく、一聴の価値あり」と評した。
『Musictimes.com』のライアン・ブックは、本作について「クレイトン・カウンツは楽曲ごとにマッシュアップするプロジェクトに取り組み、『God Only Knows What I'd Be Within You』のような恐ろしい変異体を生み出した。しかしまじめな話、これは最も挑戦的なアルバムで、それはおそらくカウンツが他のアーティストよりも厳しい制限を自身に設けていたからだろう」と述べている。
『Boing Boing』のコリイ・ドクトロウは、本作について「ザ・ビーチ・ボーイズの『ペット・サウンド』とビートルズの『サージェント・ペパーズ・ロンリー・ハーツ・クラブ・バンド』をマッシュアップしたノイズ・アルバム」と表現し、「ノイズの大ファンではないが、このアルバムには実に見事な要素がある」と評し、特に好きな曲として10曲目の「Today, Rita」を挙げた。

## 収録曲
| #         | タイトル                                               | 作詞      | 作曲・編曲 | 原曲 | 時間 |
| --------- | ------------------------------------------------------ | --------- | ---------- | --- | ---- |
| 1.        | 「Wouldn't Sgt. Petsound Be Nice?」                    |           |            | - 「Sgt. Pepper's Lonely Hearts Club Band」（The Beatles） - 「Wouldn't It Be Nice」（The Beach Boys）    | 2:44 |
| 2.        | 「You Still Believe in My Friends」                    |           |            | - 「With a Little Help from My Friends」（The Beatles） - 「You Still Believe in Me」（The Beach Boys）   | 2:54 |
| 3.        | 「That's Not Lucy」                                    |           |            | - 「Lucy in the Sky with Diamonds」（The Beatles） - 「That's Not Me」（The Beach Boys）                  | 4:43 |
| 4.        | 「Don't Talk (Get Better)」                            |           |            | - 「Getting Better」（The Beatles） - 「Don't Talk (Put Your Head on My Shoulder)」（The Beach Boys）     | 6:54 |
| 5.        | 「I'm Fixing It, Dayhole」                             |           |            | - 「Fixing a Hole」（The Beatles） - 「I'm Waiting for the Day」（The Beach Boys）                        | 7:22 |
| 6.        | 「She's Going Away for Awhile」                        |           |            | - 「She's Leaving Home」（The Beatles） - 「Let's Go Away for Awhile」（The Beach Boys）                  | 2:20 |
| 7.        | 「Being for the Benefit of Sloop John B!」             |           |            | - 「Being for the Benefit of Mr. Kite!」（The Beatles） - 「Sloop John B」（The Beach Boys）              | 6:34 |
| 8.        | 「God Only Knows What I'd Be Within You」              |           |            | - 「Within You Without You」（The Beatles） - 「God Only Knows」（The Beach Boys）                        | 5:34 |
| 9.        | 「I Know There're Sixty-Four Answers」                 |           |            | - 「When I'm Sixty-Four」（The Beatles） - 「I Know There's an Answer」（The Beach Boys）                 | 7:05 |
| 10.       | 「Today, Rita」                                        |           |            | - 「Lovely Rita」（The Beatles） - 「Here Today」（The Beach Boys）                                       | 3:44 |
| 11.       | 「I Just Wasn't Made for Good Mornings」               |           |            | - 「Good Morning Good Morning」（The Beatles） - 「I Just Wasn't Made for These Times」（The Beach Boys） | 7:17 |
| 12.       | 「Sgt. Petsound's Lonely Hearts Club Band (Reprieve)」 |           |            | - 「Sgt. Pepper's Lonely Hearts Club Band (Reprise)」（The Beatles） - 「Pet Sounds」（The Beach Boys）   | 3:57 |
| 13.       | 「A Day in the Life of Caroline」                      |           |            | - 「A Day in the Life」（The Beatles） - 「Caroline, No」（The Beach Boys）                               | 4:49 |
| 14.       | 「Runout Groove」                                      |           |            | 「Sgt. Pepper Inner Groove」（The Beatles）                                                               | 3:24 |
| 合計時間: | 合計時間:                                              | 合計時間: | 69:21      | |      |